# SMS Danzig (1905)
Корабль его величества «Данциг» (нем. SMS Danzig) — седьмой и последний корабль в серии из семи крейсеров типа «Бремен» флота Германской империи (Кайзерлихмарине), назван в честь г. Данциг. Построен на имперской верфи в г. Данциг. Корпус был заложен в 1904 году, спущен на воду 23 сентября 1905 года. 1 декабря 1907 года вошёл в состав флота. Был вооружён главной батареей из десяти 105 мм орудий и двумя 450-мм торпедными аппаратами. Мог развивать скорость в 22,5 узла (41,7 км/ч).
«Данциг» провёл десять лет службы в разведывательных силах Гохзеефлотте, нёс интенсивную службу во время Первой мировой войны, участвовал в битве при Гельголандской банки в августе 1914 года но не вступал в бой с британскими кораблями. Участвовал в боях в Балтийском море с российскими кораблями и в ноябре 1915 года, получил серьёзное повреждение на российской мине. Участвовал в операции «Альбион» — захвате островов Даго и Эзель на входе в Рижский залив в сентябре 1917 года. В дальнейшем был отстранён от службы и был передан британцам в качестве военного трофея в 1920 году. Был разделан на металл в 1921 году.

## Конструкция
«Данциг» был заложен по контракту «Ersatz Alexandrine», корпус был заложен на имперской верфи в г. Данциг в 1904 году, спущен на воду 23 сентября 1905 года, после чего начались работы по достройке корабля. 1 декабря 1907 корабль вошёл в состав Гохзеефлотте. Был 111,1 м длиной, 13,3 м шириной, имел осадку в 5,68 м, водоизмещение в 3.783 т при полной боевой загрузке. Двигательная установка состояла из двух паровых машин тройного расширения, индикаторная мощность составляла 10 тыс. лошадиных сил (7.500 кВт), корабль развивал скорость в 22 узла (41 км/ч). Пар для машины образовывался в десяти водотрубных паровых котлах военно-морского типа, топливом для которых служил уголь. Крейсер мог нести 860 тонн угля, что обеспечивало дальность плавания в 4.690 морских миль (8.690 км) на скорости в 12 узлов (22 км/ч). Экипаж крейсера состоял из 14 офицеров и 274—287 матросов.
Вооружение крейсера составляли десять 105 мм скорострельных орудий системы SK L/40 на одиночных опорах, Два орудия были размещены рядом на носу, шесть вдоль бортов по три на каждом борту и два бок о бок на корме. Орудия имели прицельную дальность в 12.200 м. Общий боезапас оставлял 1.500 выстрелов, по 150 выстрелов на орудие. Помимо артиллерийского вооружения крейсер нёс два 450-мм подводных торпедных аппарата с боезапасом по пять торпед на аппарат. Аппараты были установлены в корпусе судна по бортам под водой. Крейсер также мог нести пятьдесят морских мин. Корабль был защищён бронированной палубой толщиной до 80 мм. Толщина стен рубки составляла 100 мм, орудия были защищены тонкими щитами 50 мм толщины.

## История службы
После ввода в строй «Данциг» служил в разведывательных силах Гохзеефлотте. В 1910 году крейсер использовался как учебный корабль для подготовки артиллеристов флота. В августе 1914 года крейсер вернулся на службу во флоте после начала Первой мировой войны. Утром 28 августа 1914 года «Данциг» и его систер-шип «Мюнхен» были пришвартованы в Брюнсбюттеле. Они должны были идти в Киль через канал Кайзера Вильгельма. В это утро британский флот атаковал корабли германской патрульной линии у Гельголандской банки. В последующем сражении «Мюнхен» и «Данциг» получили приказ идти к устью Эльбы и ожидать там дальнейших приказов . Около 15.00 «Данциг» подошёл к подбитому крейсеру «Ариадне» и спустил шлюпки, чтобы подобрать выживших. Командующий первой разведывательной группы контр-адмирал фон Хиппер приказал всем крейсерам соединиться с подходящими к месту битвы линейными крейсерами «Фон дер Танн» и «Мольтке», но командир «Данцига» фрегаттенкапитан Рейс отказался выполнить приказ, дав ответ «Спасаю людей с Ариадне».
7 мая 1915 года 4-я разведгруппа, к тому времени состоявшая из «Данцига», «Мюнхена», «Штеттина» и «Штутгарта» и двадцати одного торпедного катера отправились в Балтийское море, чтобы поддержать масштабную операцию против российской армии в Либаве. Операцию возглавил контр-адмирал Хопман, командующий разведывательных сил на Балтике. 4-я разведгруппа получила задачу прикрывать главные силы с севера, чтобы российские корабли не вышли незамеченными из Финского залива, в то время как несколько броненосных крейсеров и других кораблей обстреливали порт. Российское командование вмешалось, отправив четыре крейсера: «Адмирал Макаров», «Баян», «Олег» и «Богатырь». Российские корабли вступили в короткий бой с «Мюнхеном», но обе стороны не знали о силе противника и поэтому вышли из боя. Вскоре после обстрела Либава была захвачена германской армией. «Штеттин» и оставшаяся часть 4-й разведгруппы были отозваны обратно в Гохзеефлотте. 8 мая «Данциг» присоединился к старым броненосцам 4-й боевой эскадры в разведывательной миссии у острова Готланд. Операция продлилась до 10 мая, но немцы так и не повстречали российских кораблей. Вечером 25 ноября «Данциг» наткнулся на минное поле, поставленное российским флотом, и получил серьёзное повреждение от взрыва одной из мин. Всё же крейсер был отбуксирован обратно в порт и отремонтирован.
В начале сентября 1917 после захвата немцами российского порта Рига германское военно-морское командование решило уничтожить российские силы всё ещё удерживающие Рижский залив. Адмиралштаб (германское высшее командование) спланировало операцию по захвату балтийского острова Эзель и особенно батарей на полуострове Сворбе. 18 сентября вышел приказ о проведении операции объединённых сил. Армия должна была захватить острова Эзель и Моон, поддержку оказывал флот: флагман «Мольтке» и 3 и 4 эскадры Гохзеефлотте. Силы вторжения состояли почти из 24 600 человек. «Данциг» к этому времени был переведён во вторую разведгруппу, получившую приказ прикрывать силы вторжения. Командиром корабля на время операции стал принц Адальберт, сын кайзера Вильгельма II. В ходе операции «Данциг» участвовал только в одном более-менее значительном деле — 19 сентября крейсер вместе с «Кёнигсбергом» и «Нюрнбергом» были посланы на перехват двух российских торпедных катеров, о появлении которых было доложено. Немцы не смогли найти катера и свернули поиски.
«Данциг» был отстранён от активной службы в конце 1917 года. Крейсер пережил войну и 5 ноября 1919 года был исключён из военно-морского регистра. 15 сентября 1920 года крейсер был передан Великобритании в качестве военного приза R в 1921-22 годах разделан на металл в г. Уитби.